# 3550 Лінк
3550 Лінк (3550 Link) — астероїд головного поясу, відкритий 20 грудня 1981 року.
Тіссеранів параметр щодо Юпітера — 3,210.